# WMSR (Mittelwellensender)
Koordinaten: 35° 28′ 3″ N, 86° 5′ 42″ W
WMSR (Branding: Thunder Radio) ist ein lokaler US-amerikanischer Hörfunksender aus Manchester im US-Bundesstaat Tennessee, und arbeitet in Kooperation mit CBS Radio. WMSR ist auf der Mittelwellenfrequenz 1320 kHz empfangbar. Mittels des Umsetzers W300BL kann WMSR auch auf UKW 107,9 MHz empfangen werden. Eigentümer ist die Coffee County Broadcasting, Inc.

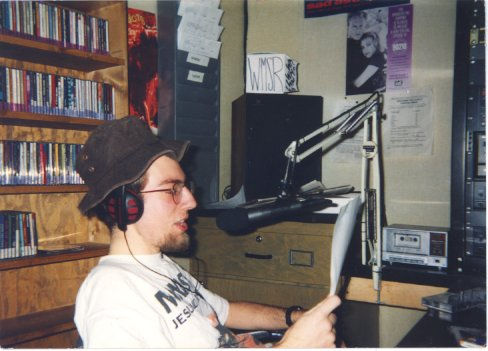
Das alte Sendestudio von WMSR (1994)